# Mashonaland central
Le Mashonaland central est une province du Zimbabwe. Sa capitale est la ville de Bindura.
Il couvre une superficie de 28 347 km2. Sa population s'élève à 1 441 944 habitants en 2017.

## Subdivisions
Le Mashonaland central est divisé en sept districts :
- District de Bindura
- District de Centenary
- District de Guruve
- District du Mont Darwin
- District de Rushinga
- District de Shamwa
- District de Mazowe